# Harrington Sound

Harrington Sound est un vaste lagon des Bermudes, situé à l'est de l'île de la Grande Bermude. Il communique avec l'océan Atlantique, par un canal naturel baptisé Flatt's Inlet situé au Sud-Ouest du lagon, et qui débouche sur la côte occidentale de l'île. Une grande partie de son eau s'évacue aussi vers l'océan par des systèmes de grottes, notamment Crystal Cave et Leamington Cave.
Le lagon comporte également un certain nombre d'îles dont la plus importante est l'île Trunk.
Les rives de Harrington Sound sont bordées par les paroisses de Smith's, Hamilton et Saint George's.
Son nom lui a été attribué en l'honneur de Lucy Harington (en), épouse Edward Russell, 3e comte de Bedford, mécène des ères élisabéthaine et jacobite.